# アリセオ (フリゲート)
アリセオ（イタリア語: Aliseo, F 574）は、イタリア海軍のマエストラーレ級フリゲート5番艦。艦名は貿易風を意味するイタリア語に由来する。

## 艦歴
「アリセオ」は、リウーニティ造船リヴァ・トリゴソ造船所で建造され、1982年10月29日に進水、1983年9月20日に就役する。ターラント海軍基地第1フリゲート戦隊（COMSQUAFR 1）に配備される。
不朽の自由作戦とアクティブ・エンデバー作戦に参加している。アクティブ・エンデバー作戦では2001年12月1日に石油プラットフォームでの事故でヘリコプターで84人を救出した。不朽の自由作戦では2002年9月9日にターラントを出港し、2003年1月31日に「D561 フランチェスコ・ミンベッリ」と交代した。2006年夏にレバノンベイルートから避難する民間人をキプロス島ラルナカまで輸送する任務に（ミモザ06作戦）「L9892 サン・ジョルジョ」、「C551 ジュゼッペ・ガリバルディ」、「D560 ルイージ・ドゥランド・デ・ラ・ペンネ」と共に従事する。